# Ревматоиден артрит
Ревматоидният артрит е автоимунно заболяване, при което имунната система на тялото атакува здравите тъкани, което води до увреждане на ставите и хронични възпаления. При кръвен тест ревматоидният фактор е положителен (RF+).
Най-често се засягат китката и ръцете, като обикновено се засягат едни и същи стави от двете страни на тялото. Заболяването може да засегне и други части на тялото, включително кожата, очите, белите дробове, сърцето, нервите и кръвта. То може да доведе до нисък брой червени кръвни клетки, възпаление на белите дробове и възпаление на сърцето. Може да се наблюдава и повишена температура и намалена енергия. Често симптомите се появяват постепенно, в продължение на седмици или месеци.
Въпреки че причината за ревматоидния артрит не е ясна, смята се, че е свързана с комбинация от генетични фактори и фактори на околната среда. Диагнозата се поставя главно въз основа на признаците и симптомите на човека. Рентгенови и лабораторни изследвания могат да потвърдят диагнозата или да изключат други заболявания с подобни симптоми. Други заболявания, които могат да се проявят по подобен начин, включват системен лупус еритематозус, псориатичен артрит и фибромиалгия, наред с други.

## История
За първи път ревматоидният артрит е напълно описан от Алфред Беъринг Гарод през 1859 г. и той го е нарекъл ревматоиден артрит, за да го различи от другите форми на артрит.